# Manual Frascati
El Manual de Frascati, cuyo nombre oficial es Propuesta de Norma Práctica para encuestas de Investigación y Desarrollo Experimental,es una propuesta de la OCDE que, en junio de 1963, reunió a un grupo de expertos nacionales en estadísticas de Investigación y Desarrollo (NESTI) para redactarla en la Villa Falconeri, en la localidad italiana de Frascati.
Este manual contiene las definiciones básicas y categorías de las actividades de Investigación y Desarrollo, y ha sido aceptadas por científicos de todo el mundo. Por esta razón, en la actualidad se reconoce como una referencia para determinar qué actividades son consideradas de Investigación y Desarrollo.
El Manual de Frascati está basado en un documento preparado por Christopher Freeman, que es conocido como The Proposed Standard Practice for Surveys of Research and Experimental Development. Este trabajo ha sido revisado diversas veces y en el 2002 fue publicada la sexta edición, en aras de aportar las nuevas tendencias globalizadoras en las ciencias, tecnologías y economías en relación con la I+D. El documento establece definiciones fundamentales para los tipos de actividades realizadas y, a su vez, sobre las actividades exclusivas del personal de investigación. Asimismo, trata los temas de la medición de los recursos dedicados a la I+D (gastos asociados y personal dedicado) en los diferentes sectores: educación superior, gobierno y administraciones públicas, empresas de negocios y organizaciones privadas sin ánimo de lucro.
A pesar del uso generalizado del Manual de Frascati a nivel internacional, existen aún lagunas importantes en la aplicación del mismo en regiones tales como África, Asia Central y Meridional, América Latina y el Caribe. No obstante, existe un interés generalizado en la naturaleza y el papel de la I+D en los países en vías de desarrollo, planteando interrogantes sobre la forma correcta en la que debe medirse estos esfuerzos, dentro de los marcos establecidos en el Manual de Frascati. 
En 2012 se creó un nuevo anexo al Manual, en el que se ofrece un primer intento de abordar algunos de los puntos más significativos. La preparación de este anexo sobre cómo utilizar las directrices de la OCDE para cuantificar la I+D en las economías en desarrollo ha sido coordinado por la secretaría de la OCDE bajo los auspicios del Grupo de Trabajo de Expertos Nacionales en Indicadores de Ciencia y Tecnología (NESTI, en sus siglas inglesas). 

## Ciencia, Tecnología y Desarrollo Económico
El Manual de Frascati aporta una gran relevancia a la hora de entender el papel de la ciencia y la tecnología en el desarrollo económico. Las definiciones que se aportan en este documento son aceptadas internacionalmente y constituyen el "lenguaje común" en las discusiones de políticas sobre ciencia y tecnología. Por ello, se considera el estándar reconocido en los estudios de la I+D a través del mundo, siendo ampliamente utilizado en diferentes organizaciones asociadas con las Naciones Unidas y la Comunidad Europea.
Durante los últimos 40 años, el grupo NESTI ha desarrollado una serie de documentos conocidos como la "Familia Frascati", que incluyen manuales acerca de la I+D (el propio Manual de Frascati), innovación tecnológica (el Manual de Oslo), recursos humanos (el Manual de Canberra) y balanzas de pagos tecnológicos y patentes, considerados todos estos puntos como indicadores de ciencia y tecnología de un país o región.

## Contenido
El manual bosqueja las tres actividades principales respecto a la investigación y desarrollo:
- investigación básica, que la define como el trabajo básico que se emprende para adquirir nuevos conocimientos acerca de los fundamentos de los fenómenos y los hechos observables, sin que este tenga necesariamente aún una aplicación o uso como objetivo.
- investigación aplicada, que consiste también en trabajos originales realizados para adquirir nuevos conocimientos. Sin embargo, esta actividad está dirigida fundamentalmente hacia un objetivo práctico específico.
- desarrollo experimental, que consiste también en trabajos que aprovechan los conocimientos existentes obtenidos de la investigación y la experiencia práctica, y está dirigido a la producción de nuevos materiales, productos o dispositivos, es decir, a la puesta en marcha de nuevos procesos, sistemas y servicios, o bien a la mejora sustancial de los ya existentes.

## Traducciones
El Manual de Frascati, inicialmente editado en inglés, ha sido traducido y distribuido en diversos idiomas, cuyas ediciones están disponibles en la página web de la OCDE. Sin embargo, la misma OCDE ha otorgado la responsabilidad de edición, en exclusiva o compartida, tanto a administraciones públicas como a empresas relevantes del sector. En concreto, las diferentes ediciones de la sexta edición del Manual de Frascati en los principales idiomas se listan a continuación:
- Inglés, publicado por la propia OCDE.[1]
- Francés, publicado por la propia OCDE.[2]
- Español, publicado por la Fundación Española para la Ciencia y la Tecnología.[3]
- Turco, publicado por el Consejo de Investigación Científica y Técnica de Turquía.
- Lituano, publicado por el Ministerio de Educación y Ciencias de Lituania.
- Chino, publicado por el Ministerio de Ciencia y Tecnología Chino.
- Polaco, publicado por el Ministerio de Ciencia y Enseñamiento Superior Polaco.
- Eslovaco, publicado por el Ministerio de Investigación
- Vasco, publicado en exclusiva por la empresa F. Iniciativas desde 2008.
- Catalán[4] publicado por la Generalidad de Cataluña, 2016
- Portugués, publicado en exclusiva por la empresa F. Iniciativas desde 2011.